# جودي سيلي
جودي سيلي (بالإنجليزية: Jodi Cilley)‏ هي كبيرة الإداريين التنفيذيين ومنتجة أفلام ومُدرسة ومقدمة تلفزيونية ومخرجة أمريكية، ولدت في 12 يوليو 1977 في بلدة باري في الولايات المتحدة.

## وصلات خارجية
- جودي سيلي على موقع IMDb (الإنجليزية)
- جودي سيلي على موقع قاعدة بيانات الفيلم (الإنجليزية)
- جودي سيلي على موقع كينوبويسك (الروسية)